# 3633 Mira
För andra betydelser, se Mira (olika betydelser).
3633 Mira eller 1980 EE2 är en asteroid i huvudbältet som upptäcktes den 13 mars 1980 av Félix Aguilar-observatoriet. Den är uppkallad efter Hugo Mira.
Asteroiden har en diameter på ungefär 9 kilometer och den tillhör asteroidgruppen Flora.